# Cafeara
Cafeara ist ein brasilianisches Munizip im Bundesstaat Paraná. Es hat 2627 Einwohner (2022), die sich Cafearenser nennen. Seine Fläche beträgt 186 km². Es liegt 431 Meter über dem Meeresspiegel.

## Etymologie
Der Ort wurde zunächst unter dem Namen Colônia Zacarias de Góis gegründet, dem Namen des ersten Präsidenten der Provinz Paraná. Nach der Abmarkung wurde er in Vila Guairacá umbenannt. Erst 1949 bekam er den heutigen Namen Cafeara, der das Hauptanbauprodukt im Gemeindegebiet würdigen soll.

## Geschichte

### Besiedlung
Die Besiedlung von Cafeara begann 1937. Der aus Bahia stammende Bauingenieur Dr. Manoel Firmino de Almeida erwarb von der Regierung von Paraná die Konzession für 50.000 Hektar Land. Die Vermessungsarbeiten wurden von ihm selbst durchgeführt. Für eine Siedlung grenzte er 31.460 Hektar dieses Gebietes ab, der er den Namen Vila de Guairacá gab.
Anfang der 1940er Jahre trafen die ersten Siedler ein: Menschen aus Minas Gerais, dem Nordosten und aus dem Staat São Paulo, meist Nachfahren von Italienern. Die Entstehung des Dorfes beruhte zunächst auf der Abholzung seiner Wälder. Es entstanden Sägewerke, die nach der Abholzung des Gemeindegebiets wieder aufgegeben wurden. Am 2. Januar 1947 stifteten die Kolonisatoren als Zeichen ihres Glaubens und ihrer Frömmigkeit das Kruzifix vor der Santa Luzia-Kapelle.

### Erhebung zum Munizip
Cafeara wurde durch das Staatsgesetz Nr. 253 vom 26. November 1954 aus Lupionópolis ausgegliedert und in den Rang eines Munizips erhoben. Es wurde am 14. November 1955 als Munizip installiert.

## Geografie

### Fläche und Lage
Cafeara liegt auf dem Terceiro Planalto Paranaense (der Dritten oder Guarapuava-Hochebene von Paraná) auf 22° 47′ 34″ südlicher Breite und 51° 42′ 57″ westlicher Länge. Seine Fläche beträgt 186 km². Es liegt auf einer Höhe von 431 Metern.

### Vegetation
Das Biom von Cafeara ist Mata Atlântica.

### Klima
In Cafeara herrscht tropisches Klima. Die meisten Monate im Jahr sind durch Niederschläge gekennzeichnet. Auf das Gesamtklima im Jahr haben die wenigen trockenen Monate nur wenig Einfluss. Die Klimaklassifikation nach Köppen und Geiger lautet Am. Im Jahresdurchschnitt liegt die Temperatur bei 22,8 °C. Innerhalb eines Jahres gibt es 1325 mm Niederschlag.

### Gewässer
Cafeara liegt vollständig im Einzugsgebiet des Paranapanema. Der Ribeirão das Antas entwässert weite Teile des Gemeindegebiets in Richtung Norden. Der Ribeirão Santo Inácio bildet auf eine kurze Strecke die südwestliche Grenze des Munizips.

### Straßen
Cafeara ist nur über eine Gemeindeverbindungsstraße mit seinen Nachbarorten verbunden.

### Nachbarmunizipien
| Santo Inácio             |                                             | Lupionópolis |
|                          | Kompassrose, die auf Nachbargemeinden zeigt |              |
| Nossa Senhora das Graças | Guaraci                                     |              |

## Stadtverwaltung
Bürgermeister: Elton Fabio Lazaretti, PDT (2021–2024)
Vizebürgermeister: Rafael Bega (2021–2024)

## Demografie

### Bevölkerungsentwicklung
| Jahr | Einwohner | Stadt | Land |
| ---- | --------- | ----- | ---- |
| 1960 | 7.754     | 16 %  | 84 % |
| 1970 | 4.882     | 22 %  | 78 % |
| 1980 | 3.141     | 37 %  | 63 % |
| 1991 | 2.398     | 67 %  | 33 % |
| 2000 | 2.485     | 72 %  | 28 % |
| 2010 | 2.695     | 81 %  | 19 % |
| 2022 | 2.627     |       |      |

Quelle: IBGE (2011) und Volkszählung 2022

### Ethnische Zusammensetzung
| Gruppe * | 1991    | 2000    | 2010    | wer sich als …                                                                   |
| --- | ------- | ------- | ------- | -------------------------------------------------------------------------------- |
| Weiße | 66,4 %  | 73,8 %  | 65,6 %  | weiß bezeichnet                                                                  |
| Schwarze | 0,6 %   | 0,8 %   | 4,9 %   | schwarz bezeichnet                                                               |
| Gelbe | 1,2 %   | 0,8 %   | 0,3 %   | von fernöstlicher Herkunft wie japanisch, chinesisch, koreanisch etc. bezeichnet |
| Braune | 31,6 %  | 23,9 %  | 29,3 %  | braun oder als Mischung aus mehreren Gruppen bezeichnet                          |
| Indigene | 0,0 %   | 0,0 %   | 0,0 %   | Ureinwohner oder Indio bezeichnet                                                |
| ohne Angabe | 0,3 %   | 0,6 %   | 0,0 %   |                                                                                  |
| Gesamt | 100,0 % | 100,0 % | 100,0 % |                                                                                  |
| *) Anmerkung: Das IBGE verwendet für Volkszählungen ausschließlich diese fünf Gruppen. Es verzichtet bewusst auf Erläuterungen. Die Zugehörigkeit wird vom Einwohner selbst festgelegt. |         |         |         |                                                                                  |

Quelle: IBGE (Stand: 1991, 2000 und 2010)